# 宜宾智轨T2线
宜宾智轨T2线是中华人民共和国四川省宜宾市宜宾轨道交通的一条智轨线路，线路北起翠屏区南门大桥，向南沿滨江路、翠柏路、金沙江北路至叙州区金沙江北路岷江大道路口二二四油樟文化广场，设站9座，于2021年4月30日开工建设，于2024年7月2日开通。与同期其他智轨线路没有换乘车站。T2线运营商为宜宾智轨交通有限公司。